# Los Alamos, Novi Meksiko
Los Alamos je mjesto grada (eng. townsite) i popisom određeno mjesto u okrugu Los Alamosu u američkoj saveznoj državi Novom Meksiku. Prema popisu stanovništva SAD 2010. u Los Alamosu je živjelo 12.019 stanovnika. 

## Zemljopis
Nalazi se na 35°53′28″N 106°17′52″W / 35.89111°N 106.29778°W (35.891086, −106.297727). Prema Uredu SAD-a za popis stanovništva, zauzima 28 km2 površine, sve suhozemne.

## Stanovništvo
Prema podatcima popisa 2000. u Los Alamosu bilo je 11.909 stanovnika, 5.110 kućanstava i 3372 obitelji, a stanovništvo po rasi bili su 89,13% bijelci, 0,44% afroamerikanci, 0,56% Indijanci, 4,47% Azijci, 0,04% tihooceanski otočani, 3,01% ostalih rasa, 2,35% dviju ili više rasa. Hispanoamerikanaca i Latinoamerikanaca svih rasa bilo je 12,21%.

## Poznate osobe
- Hans Albrecht Bethe, nuklearni fizičar i dobitnik Nobelove nagrade za fiziku
- Richard Feynman, teorijski fizičar
- Robert Oppenheimer, teorijski fizičar, voditelj Projekta Manhattan
- Kolinda Grabar-Kitarović, hrvatska diplomatkinja i predsjednica; ovdje je pohađala srednju školu[3]

## Vanjske poveznice
- Trgovinska komora Los Alamosa  Arhivirana inačica izvorne stranice od 2. veljače 2015. (Wayback Machine)